# Романчук Петро Миколайович
Романчук Петро Миколайович — український політик. Народився 13 квітня 1957 року.

## Біографія
Народився 13 квітня 1957 року в селі Сулими Роменського району Сумської області. Українець.

## Освіта
1984 року — Харківський машинобудівний технікум, «Обробка металів різанням». Здобув середню спеціальну освіту за фахом технік-технолог.
У 2004 році закінчив Національну юридичну академію України імені Ярослава Мудрого і отримав повну вищу освіту за спеціальністю «Правознавство» та здобув кваліфікацію юриста.

## Кар'єра
1974—1975 рр. — монтер колії, ст. Основа Південної залізниці.
1975—1977 рр. — служба в армії.
1977—1979 рр. — монтер колії, ст. Основа Південної залізниці; курсант, Лебединська автошкола; водій, Роменська автоколона N 2255.
З 1979 року — токар, майстер, інженер, Роменський завод АТС. Голова Кіровоградської обласної організації ПСПУ.
На момент виборів працював майстром з ремонту транспорту Роменського заводу АТС.
З березня 1998 року по квітень 2002 року — Народний депутат України 3-го скликання, обраний у багатомандатному виборчому окрузі за списком Прогресивно-Соціалістичної партії України.
Був членом комітету з питань соціальної політики та праці. Позафракційний. На час виборів — майстер заводу АТС (Сумської області, м. Ромни). Член ПСПУ.
Член фракції ПСПУ травень 1998 року по лютий 2000 року.
Голова підкомітету з питань захисту прав споживачів, проблем споживчого ринку та повернення заощаджень населенню Комітету з питань соціальної політики та праці з липня 1998 року.
Член Контрольної комісії з питань приватизації з липня 1998 року.
Квітень 2002 року — кандидат в народні депутати України від блоку Н. Вітренко, N 4 в списку. На час виборів — народний депутат України. Член ПСПУ.